# Raión de Dnipró
Raión de Dnipró (en ucraniano: Дніпровський район) es un raión o distrito urbano de Ucrania, en la ciudad de Kiev. 
Comprende una superficie de 67 km².

## Demografía
Según estimación 2010 contaba con una población total de 334000 habitantes.